# Frontière entre le Bangladesh et la Birmanie
La frontière entre le Bangladesh et la Birmanie est la seule frontière du Bangladesh avec un autre pays que l'Inde. C'est une des plus courtes frontières de la Birmanie (271 km), formée par le fleuve Naf à la pointe nord de l'État d'Arakan et à l'extrême sud de l'État Chin.
Le point culminant du Bangladesh, Mowdok Mual (1 052 mètres), est situé à proximité de cette frontière.

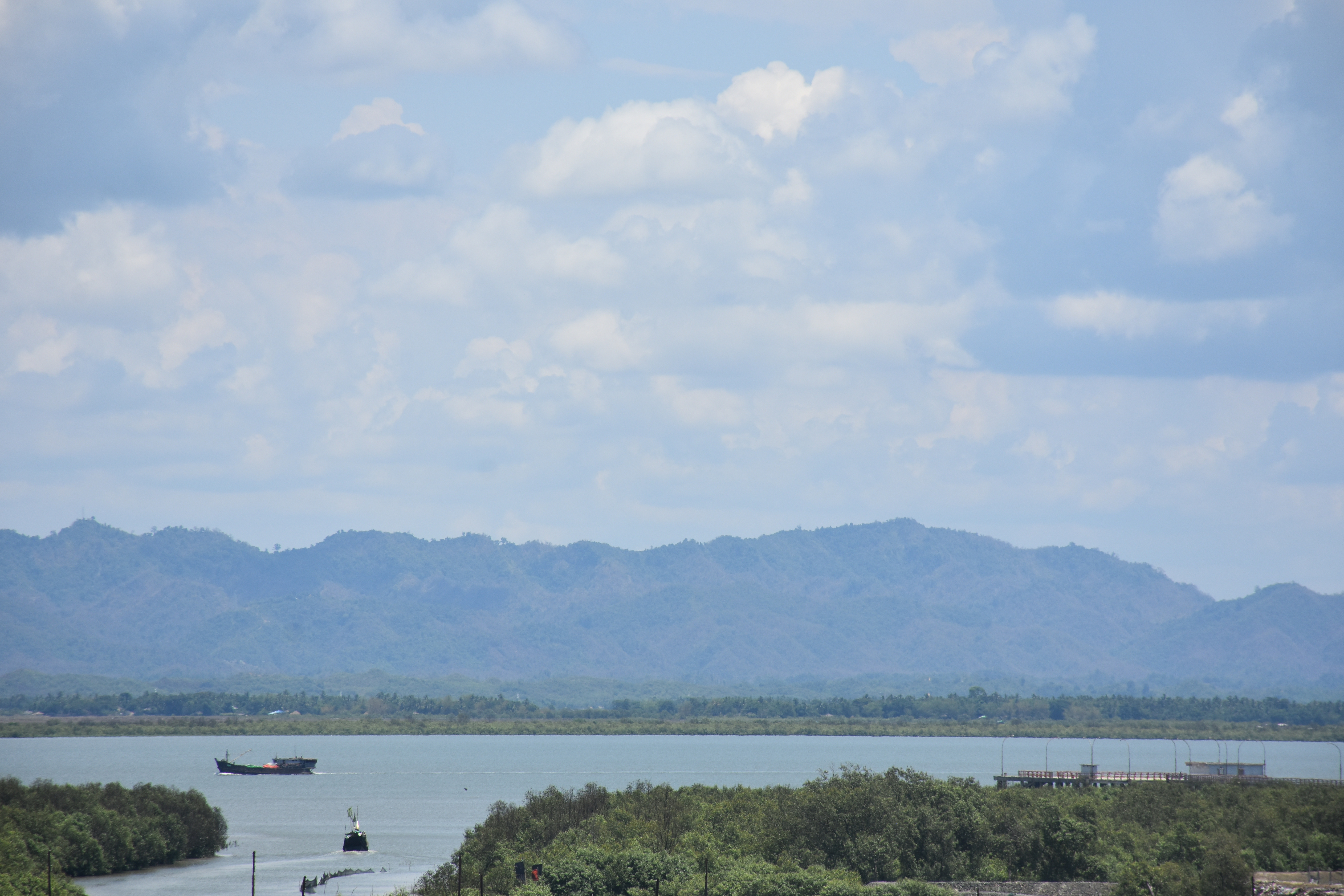
Vue de la zone frontalière entre le Bangladesh et la Birmanie.